# Johan Kristoffersson
Johan David Kristoffersson (* 6. Dezember 1988 in Arvika) ist ein schwedischer Autorennfahrer mit dänischen Wurzeln. Er gewann zweimal die Scandinavian Touring Car Championship (STCC), dreimal den skandinavischen Porsche Carrera Cup sowie die Superstars Series. Mit sieben Weltmeistertiteln in der FIA World Rallycross Championship ist er der erfolgreichste Rallycross-Fahrer dieser seit 2014 ausgeschriebenen Serie. Er ist der Sohn des ehemaligen Rennfahrers Tommy Kristoffersson, der in den späten 1980er- und frühen 1990er-Jahren als Audi-quattro- und Audi-Coupé-S2-Pilot in der Rallycross-Europameisterschaft erfolgreich war, bevor er zur STCC wechselte.

## Karriere

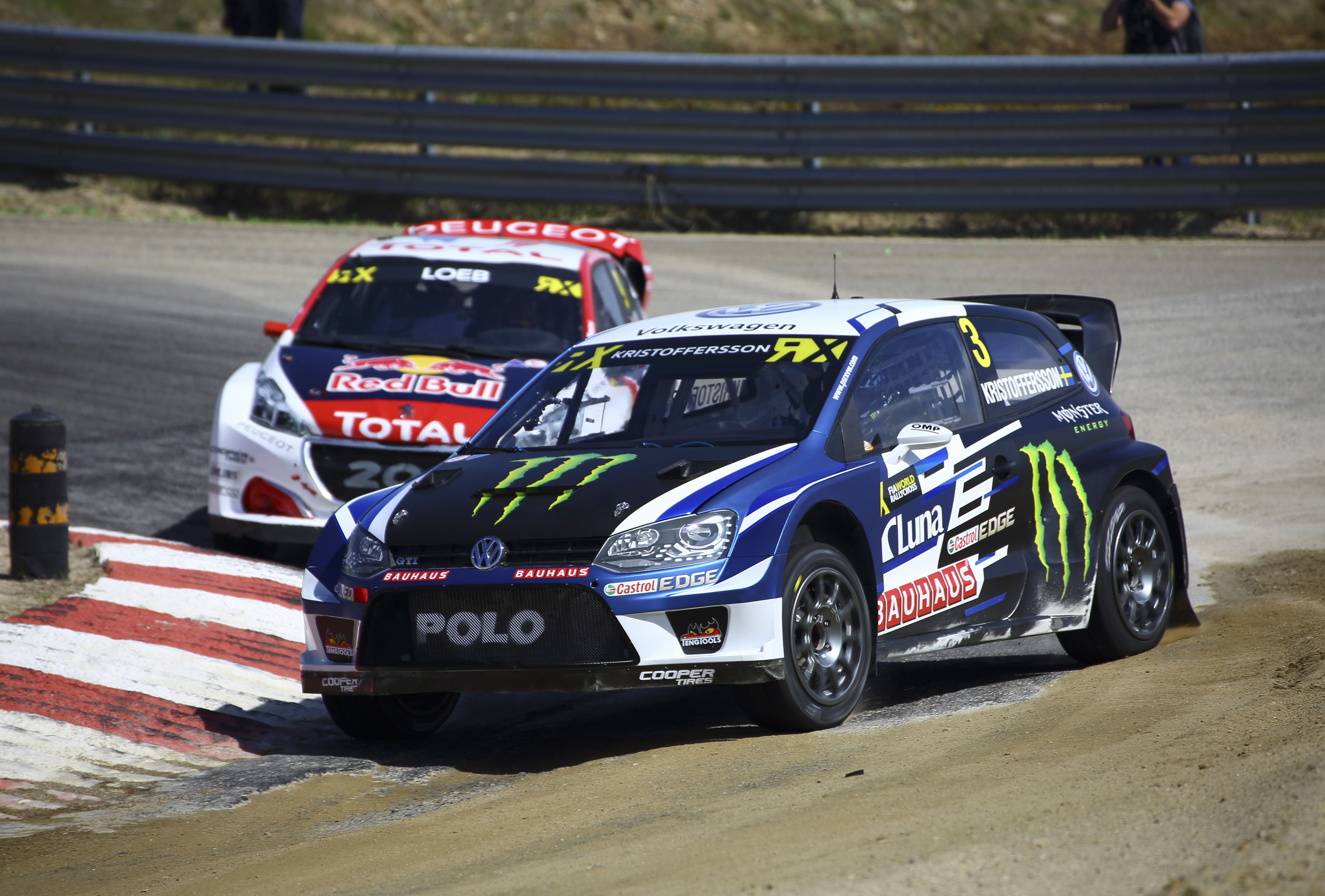
FIA World RX Portugal 2017

Kristoffersson begann seine Motorsportkarriere 2008 im Tourenwagensport in der JTCC Sweden. Für den Rennstall seines Vaters, Kristoffersson Motorsport, startend gewann er zwei Rennen und wurde Vierter in der Fahrerwertung. 2009 wechselte er in die Swedish Touring Car Championship (STCC), wo er ebenfalls für Kristoffersson Motorsport antrat. In einem Audi A4 blieb Kristoffersson ohne Punkte in der Meisterschaft. Fünf zehnte Plätze waren seine besten Resultate. Im serieninternen Semcon Cup, in dem nur die Privatfahrer wertungsberechtigt waren, wurde er Zweiter. 2010 war Kristoffersson zunächst ohne Cockpit. Für die letzten drei Veranstaltungen startete er für das Team Biogas.se in einem VW Scirocco in der Swedish Touring Car Championship. Mit einem zehnten Platz als bestem Ergebnis wurde er 15. in der Fahrerwertung.
2011 ging Kristoffersson im skandinavischen Porsche Carrera Cup an den Start. Mit 8 von 15 Siegen gewann er die meisten Rennen. Dennoch unterlag er in der Meisterschaft Robin Rudholm und wurde mit 402 zu 420 Punkten Zweiter. Darüber hinaus nahm Kristoffersson an einem Rennen des deutschen Porsche Carrera Cups sowie dem Porsche Carrera World Cup teil. Die Einsätze in den Porsche-Markenpokalen absolvierte Kristoffersson für Kristoffersson Motorsport. Zusätzlich stieg Kristoffersson während der Saison in die neugegründete Scandinavian Touring Car Championship (STCC) ein. Er fuhr erneut einen VW Scirocco von Biogas.se. Kristoffersson erzielte zwei dritte Plätze als beste Ergebnisse und wurde Zehnter in der Meisterschaft. Außerdem trat er zu einem Rennen der VLN Langstreckenmeisterschaft Nürburgring an.
2012 trat Kristoffersson parallel in drei Rennserien an. In der STCC pilotierte er durchgängig einen VW Scirocco des Team Biogas. Beim Saisonauftakt im Mantorp Park gewann er beide Rennen. Es folgte ein weiterer Sieg im Mantorp Park sowie zwei Siege beim Saisonfinale in Stockholm. Insgesamt beendete er elf von sechzehn Rennen auf dem Podest. Mit 264 zu 258 Punkten setzte er sich gegen Rickard Rydell durch und wurde Meister. Darüber hinaus gewann Kristoffersson den skandinavischen Porsche Carrera Cup für Kristoffersson Motorsport startend. Er entschied dort acht von zehn Rennen für sich. Zusätzlich war Kristoffersson ein Audi-Werkspilot in der Superstars Series, einer italienischen Tourenwagenmeisterschaft. Er fuhr einen von Kristoffersson Motorsport eingesetzten Audi RS5. Er gewann beide Rennen in Imola und Vallelunga. Kristoffersson setzte sich mit 185 zu 181 Punkten gegen Vitantonio Liuzzi durch und entschied die internationale Wertung, die alle Saisonrennen umfasste, für sich. Darüber hinaus wurde er auch Sieger der italienischen Wertung, zu der nur die italienischen Rennen zählten. Anfang 2012 absolvierte Kristoffersson außerdem DTM-Testfahrten für Audi.
Den Erfolg im skandinavischen Porsche Carrera Cup konnte er 2013 wiederholen. Gleichzeitig trat er auch, wie damals sein Vater, in der Rallycross Europameisterschaft an. Hier nahm er aber nur am Rennen in seiner Heimat Schweden teil und belegte den 10. Platz, der ihm den 28. Rang in der Gesamtwertung brachte.
Ab 2014 nahm Kristoffersson mit einem VW Polo an der FIA-Rallycross-Weltmeisterschaft teil. Im ersten Jahr startete er nicht bei allen Rennen und belegte am Ende der Saison den 15. Gesamtrang. Bereits 2015 fuhr er auf den dritten Gesamtrang und konnte sich im darauffolgenden Jahr noch um einen Platz verbessern. 2017 gelang ihm dann der Gesamtsieg der Rallycross-Weltmeisterschaft. Diesen konnte er 2018 wiederholen, wobei er einen Rekord aufstellte, indem er 11 von 12 Saisonrennen gewann.
2020 nahm Kristoffersson wieder an der Rallycross-Weltmeisterschaft teil. Diesmal trat er mit einem eigenen Team an und konnte mit seinem VW Polo wieder die Meisterschaft gewinnen.
In der Debütsaison 2021 der Extreme E startete Kristoffersson zusammen mit Molly Taylor für das Team von Nico Rosberg in einem rein elektrisch angetriebenen SUV Odyssey 21, der speziell für diese Rennserie entwickelt wurde. Punktgleich mit dem X44-Team von Lewis Hamilton wurden sie Meister. Zudem konnte Kristoffersson 2021 erneut den Rallycross-Weltmeisterstitel gewinnen.

## Karrierestationen
- 2008: JTCC Sweden (Platz 4)
- 2009: STCC
- 2010: STCC (Platz 15)
- 2011: STCC (Platz 10)
- 2011: Skandinavischer Porsche Carrera Cup (Platz 2)
- 2012: STCC (Meister)
- 2012: Skandinavischer Porsche Carrera Cup (Meister)
- 2012: Superstars Series (Meister)
- 2013: FIA Rallycross-Europameisterschaft (Platz 28)
- 2013: Skandinavischer Porsche Carrera Cup (Meister)
- 2014: FIA Rallycross-Europameisterschaft (Platz 8)
- 2014: FIA Rallycross-Weltmeisterschaft (Platz 15)
- 2015: Skandinavischer Porsche Carrera Cup (Meister)
- 2015: FIA Rallycross-Weltmeisterschaft (Platz 3)
- 2016: STCC (Platz 3)
- 2016: FIA Rallycross-Weltmeisterschaft (Platz 2)
- 2017: STCC (Platz 4)
- 2017: FIA Rallycross-Weltmeisterschaft (Meister)
- 2018: STCC (Meister)
- 2018: FIA Rallycross-Weltmeisterschaft (Meister)
- 2019: FIA WTCR (Platz 5)
- 2020: FIA Rallycross-Weltmeisterschaft (Meister)
- 2021: FIA Rallycross-Weltmeisterschaft (Meister)
- 2021: RallyX Nordic (Meister)
- 2021: Extreme E (Meister)
- 2022: Extreme E (3. Platz)
- 2023: RallyX Nordic (Meister)
- 2023: Extreme E